# Unione Sportiva Sanremese Calcio 1998-1999
Questa pagina raccoglie le informazioni riguardanti l'Unione Sportiva Sanremese Calcio nelle competizioni ufficiali della stagione 1998-1999.

## Divise e sponsor
| 1ª divisa | 2ª divisa |

## Rosa
| N. |                    | Ruolo | Calciatore          |
| -- | ------------------ | ----- | ------------------- |
|    | Italia (bandiera)  | D     | Vittorio Baccheta   |
|    | Italia (bandiera)  | D     | Alberto Baldisserri |
|    | Italia (bandiera)  | C     | Alessio Balducci    |
|    | Italia (bandiera)  | C     | Emanuele Balsamo    |
|    | Italia (bandiera)  | D     | Giorgio Bertolone   |
|    | Italia (bandiera)  | C     | Alessio Bifini      |
|    | Italia (bandiera)  | P     | Claudio Bozzini     |
|    | Italia (bandiera)  | D     | Giancarlo Calabria  |
|    | Italia (bandiera)  |       | Cirillo             |
|    | Francia (bandiera) | D     | Benjamin Clément    |
|    | Italia (bandiera)  | C     | Maurizio D'Angelo   |
|    | Italia (bandiera)  | D     | Fabrizio De Marchi  |

| N. |                   | Ruolo | Calciatore         |
| -- | ----------------- | ----- | ------------------ |
|    | Italia (bandiera) | D     | Federico Grillo    |
|    | Italia (bandiera) | A     | Massimiliano Laghi |
|    | Italia (bandiera) | C     | Stephane Lerda     |
|    | Italia (bandiera) | D     | Alessandro Luceri  |
|    | Italia (bandiera) | C     | Raffaele Moriani   |
|    | Italia (bandiera) |       | Moroni             |
|    | Italia (bandiera) | C     | Arturo Notari      |
|    | Italia (bandiera) | P     | Alberto Passoni    |
|    | Italia (bandiera) | C     | Raimondo Scanu     |
|    | Italia (bandiera) | A     | Simone Siciliano   |
|    | Italia (bandiera) | D     | Fabio Tibaldo      |
|    | Italia (bandiera) | D     | Giuseppe Vecchio   |